# LSV Rechlin
Der Luftwaffen-Sportverein Rechlin (kurz: LSV Rechlin) war ein deutscher Militär-Fußballverein aus Rechlin im heutigen Landkreis Mecklenburgische Seenplatte, der von 1940 bis 1944 existierte. Größte Erfolge der kurzzeitigen Vereinsgeschichte des von der Erprobungsstelle Rechlin unterstützten Clubs waren zwei Vizemeisterschaften im Gau Mecklenburg.

## Sportlicher Werdegang
Der Luftwaffen-SV Rechlin entstand mit der Machtergreifung der Nationalsozialisten im Jahr 1940 im Umfeld der ortsansässigen Erprobungsstelle Rechlin. Auf sportlicher Ebene wurde der LSV mit der 1942 erfolgten Auflösung der Gauliga Nordmark und der Neubildung der Gauligen Schleswig-Holstein, Hamburg und Mecklenburg analog zum LSV Arado Warnemünde zur Spielzeit 1942/43 in die Gauliga Mecklenburg integriert. Die Mecklenburger Gauliga, welche bis auf die traditionellen Gauligisten  der TSG Rostock sowie der Wehrmacht SG Schwerin fast nur noch aus Luftwaffenvereinen bestand, schloss der LSV Rechlin mit dem zweiten Rang ab.
In der Folgesaison fuhr der Luftwaffen-SV erneut hinter dem LSV Rerik die Vizemeisterschaft ein, wurde anschließend im September 1944 kriegsbedingt vorzeitig vom Spielbetrieb zurückgezogen. Eine Neugründung des Clubs wurde nach 1945 von der Armeesportvereinigung Vorwärts nicht mehr vollzogen.

## Statistik
- Teilnahme Gauliga Mecklenburg: 1942/43, 1943/44